# Decretos de Beneš

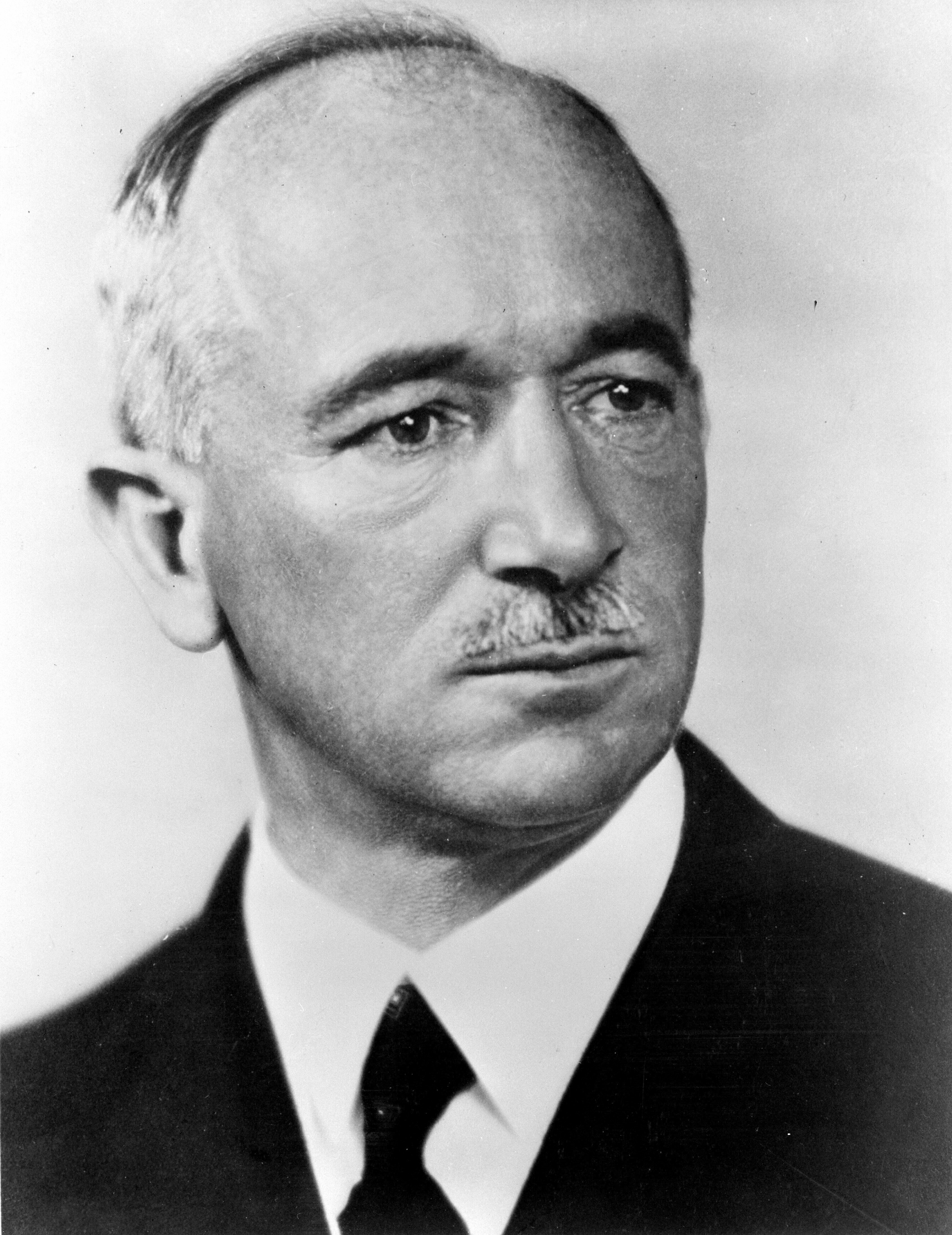
Edvard Beneš, presidente del gobierno checoslovaco en el exilio y de quien los decretos toman el nombre

Los Decretos del Presidente de la República  (en checo: Dekrety presidenta republiky, en eslovaco: Dekréty prezidenta republiky) y los Decretos Constitucionales del Presidente de la República (en checo: Ústavní dekrety presidenta republiky, en eslovaco: Ústavné dekréty prezidenta republiky), comúnmente conocidos como Decretos de Beneš, fueron una serie de leyes promulgadas por el gobierno en el exilio de Checoslovaquia durante la Segunda Guerra Mundial, en ausencia del Parlamento de Checoslovaquia por la ocupación de Checoslovaquia por la Alemania nazi. Fueron promulgados por el presidente Edvard Beneš entre el 21 de julio de 1940 y el 27 de octubre de 1945 y ratificados retroactivamente por la Asamblea Nacional de Checoslovaquia interina el 6 de marzo de 1946.
Hoy en día, el término se utiliza con mayor frecuencia para una parte de los decretos que tratan el estatus de los alemanes étnicos (alemanes de los Sudetes) y húngaros en la Checoslovaquia de la posguerra; estas disposiciones se han convertido en un símbolo de los debates históricos sobre la expulsión de alemanes de Checoslovaquia durante y después de la Segunda Guerra Mundial y sus ramificaciones en la política actual.

## Situación actual
Con dos excepciones, 89 decretos, edictos, leyes y estatutos de Beneš, junto con las páginas de instrucciones extensas para su aplicación, continúan en vigor en la República Checa y Eslovaquia. Estos dos estados sucesores de Checoslovaquia no han mostrado una disposición revocatoria de los edictos y leyes con el fin de no contradecir los resultados de la Segunda Guerra Mundial.

## Impacto en las relaciones políticas
La vigencia de los decretos afectó hasta cierto punto a las relaciones políticas de Chequia y Eslovaquia con sus vecinos Austria, Alemania y Hungría.
Los expulsados se organizaron en el marco del Sudetendeutsche Landsmannschaft (parte de la Federación de Expulsados) y se asociaron a grupos políticos, pidiendo la abolición de los decretos de Beneš por basarse en el principio de culpa colectiva. Los tribunales europeos e internacionales se inhibieron a la hora de juzgar los casos relacionados con los decretos, puesto que la mayor parte de los tratados internacionales referentes a los derechos humanos entraron en vigor después de 1945-46.
El ex primer ministro checo Miloš Zeman insistió en que los checos no consideraban la revocación de los decretos por un miedo oculto, un miedo a abrir las puertas a posibles demandas de restitución si lo hacen. Según Time Magazine el exministro de exteriores checo Jan Kavan argumentó: "¿Por qué deberíamos revocar los decretos de Beneš?... Pertenecen al pasado y allí deben quedarse. Muchos de los miembros actuales de la Unión Europea tuvieron leyes similares".
El 20 de septiembre de 2007 el Parlamento de Eslovaquia confirmó los decretos. Todos los miembros del parlamento eslovacos étnicos votaron a favor, mientras que únicamente votaron en contra los miembros de la minoría húngara. El presidente de Hungría László Sólyom aseguró que esta decisión tensaría las relaciones entre Eslovaquia y Hungría.
Muchas personas aún hoy continúan luchando por recuperar los bienes que masivamente les confiscó el estado checoslovaco a los 3 millones de alemanes étnicos sin ofrecer absolutamente ninguna indemnización hasta nuestros días. Por ejemplo, la princesa Mercedes von Dietrichstein radicada en Argentina, hija de Alexander von Dietrichstein, ha pasado largos años batallando legalmente para recuperar los bienes de su familia que les fueron confiscados.